# Shaquil Barrett
Shaquil Barrett (Baltimora, 17 novembre 1992) è un giocatore di football americano statunitense che milita nel ruolo di linebacker per i Tampa Bay Buccaneers della National Football League (NFL).

## Carriera

### Denver Broncos
Dopo non essere stato scelto nel Draft NFL 2014, Barrett firmò con i Denver Broncos, riuscendo ad entrare nei 53 uomini per l'inizio della stagione regolare, senza però mai entrare in campo come rookie. Disputò la sua prima gara come titolare nella settimana 6 della sua seconda stagione dopo l'infortunio di DeMarcus Ware. Quell'anno guidò i Broncos con quattro fumble forzati assieme al compagno Von Miller, oltre a 5,5 sack, disputando tutte le 16 partite. A fine stagione vinse il Super Bowl 50 nel trionfo di Denver sui Carolina Panthers per 20-14.

### Tampa Bay Buccaneers
Nel 2019 Barrett firmò con i Tampa Bay Buccaneers. Nel secondo turno della stagione mise a segno tre sack nella vittoria sui Carolina Panthers, venendo premiato come miglior difensore della NFC della settimana. Sette giorni dopo si superò con un primato personale di 4 sack (record di franchigia pareggiato) contro i San Francisco 49ers. Fu il primo giocatore a mettere a segno 8 sack nelle prime tre giornate di campionato da Mark Gastineau nel 1982. Il suo grande inizio di stagione continuò nel quarto turno con un sack che forzò un fumble ritornato dal compagno Ndamukong Suh in touchdown e un intercetto. Alla fine di settembre fu premiato come miglior difensore della NFC del mese. Nel tredicesimo turno Barrett mise a segno due sack su Nick Foles, incluso uno con cui forzò un fumble ritornato dal compagno Devin White in touchdown. Nella settimana 15 con il suo sack numero 16,5 pareggiò di record stagionale di franchigia detenuto dall'Hall of Famer Warren Sapp. A fine stagione fu convocato per il suo primo Pro Bowl e inserito nel Second-team All-Pro dopo avere guidato la NFL con 19,5 sack ed essersi classificato terzo con 6 fumble forzati.
Il 16 marzo 2020, i Buccaneers applicarono su Barrett la franchise tag. Nella settimana 3 tornò a Denver da avversario, chiudendo con 6 tackle, 2 sack, 3 placcaggi con perdita di yard  e una safety, venendo premiato come difensore della NFC della settimana. La sua stagione regolare si chiuse con 8 sack. Altri tre sack li fece registrare su Aaron Rodgers nella finale della NFC vinta contro i Green Bay Packers numero 1 del tabellone che qualificò i Buccaneers al Super Bowl LV. Il 7 febbraio 2021, contro i Kansas City Chiefs campioni in carica, partì come titolare nella vittoria per 31-9, conquistando il suo secondo titolo. Nella finalissima fece registrare un sack su Patrick Mahomes.
Nel marzo del 2021 Barrett firmò con i Buccaneers un nuovo contratto quadriennale del valore di 68 milioni di dollari. A fine stagione fu convocato per il suo secondo Pro Bowl dopo avere fatto registrare 10 sack, un intercetto e 3 fumble forzati.
Nel secondo turno della stagione 2023, Barrett mise a segno un intercetto su Justin Fields ritornando il pallone in touchdown nella vittoria sui Bears.
Il 27 febbraio 2024 Barrett fu svincolato dai Buccaneers.

### Miami Dolphins
Il 12 marzo 2024 Barrett firmò con i Miami Dolphins. Il 20 luglio 2024 annunciò il suo ritiro dalla NFL, citando il suo desiderio di passare più tempo con la famiglia.

### Ritorno ai Buccaneers
Il 28 dicembre 2024 Barrett tornó sui propri passi rifirmando con i Buccaneers.

## Palmarès

### Franchigia
- Super Bowl : 2

Denver Broncos: 50
Tampa Bay Buccaneers: LV
- American Football Conference Championship: 1

Denver Broncos: 2015
- National Football Conference Championship: 1

Tampa Bay Buccaneers: 2020

### Individuale
- Convocazioni al Pro Bowl: 2

2019, 2021
- Second-team All-Pro: 1

2019
- Difensore della NFC del mese: 1

settembre 2019
- Difensore della NFC della settimana: 2

2ª del 2019, 3ª del 2020
- Leader della NFL in sack / Deacon Jones Award: 1

2019